# Thương nhân tài chính
Thương nhân tài chính là người hay thực thể, trong tài chính, mua và bán các  công cụ tài chính như các cổ phiếu, trái phiếu, hàng hóa và các phái sinh, trong khả năng của nhà đại lý, nhà phòng hộ, nhà buôn chênh lệch, hoặc nhà đầu cơ. Theo Wall Street Journal năm 2004, một giám đốc điều hành thương nhân trái phiếu chuyển đổi trung bình kiếm được từ 700.000 USD tới 900.000 USD.
Các thương nhân tài chính hoặc là những người chuyên nghiệp (được đào tạo) làm việc trong một định chế hoặc một công ty tài chính, hoặc các cá nhân (bán lẻ). Họ mua và bán các công cụ tài chính được trao đổi trên các thị trường chứng khoán, thị trường phái sinh và thị trường hàng hóa, gồm có các sàn giao dịch chứng khoán, sàn giao dịch phái sinh và sàn giao dịch hàng hóa. Một số phân loại và gọi tên cho các loại thương nhân được tìm thấy trong ngành tài chính, họ gồm có:
- Thương nhân trong ngày
- Thương nhân bám sàn
- Thương nhân tần suất cao
- Thương nhân bán trong ngày
- Thương nhân chứng khoán